# 宇宙戦艦ヤマト 新たなる旅立ち 音楽集
『宇宙戦艦ヤマト 新たなる旅立ち 音楽集』（うちゅうせんかんヤマト あらたなるたびだち おんがくしゅう）は、テレビアニメスペシャル『宇宙戦艦ヤマト 新たなる旅立ち』のサウンドトラック・アルバム。1979年8月1日にLPレコードとして、日本コロムビアより発売された。型番はCQ-7029。
その後、1995年1月1日にCD（COCC-12229）の形で復刻され、『生誕30周年記念 ETERNAL EDITION PREMIUM 宇宙戦艦ヤマト CD-BOX』（COCX-33021~COCX-33030）にも収録された。2012年11月21日には、『YAMATO SOUND ALMANAC』シリーズの1枚として音楽集（COCX-37390）が2013年3月20日にはBGM集（COCX-37391）がそれぞれ再復刻された。

## 解説
本作の特徴は、これまでのシンフォニックな楽曲群に加え、新たな敵暗黒星団帝国側の音楽にシンセサイザーをフィーチャーしている事で、特に「自動惑星ゴルバ」ではシンセサイザーを曲中の効果音としても使用している。この作品からBGM自体の演奏時間が長くなり、レコード用とBGM用の区別が徐々に少なくなっていく。

## 収録曲
1. ヤマト・新たなる旅立ち(宇宙戦艦ヤマト)
2. 放浪のイスカンダル~守とスターシャ~
3. 新コスモタイガー(宇宙戦艦ヤマト)
4. ヤマト瞑想(宇宙戦艦ヤマト)
5. シンパのマーチ(宇宙戦艦ヤマト)
6. デスラー三位一体~孤独・愛・苦悩~(宇宙戦艦ヤマト)
7. デスラー様々~ギター・ソロによる~
8. 暗黒星団帝国~自動惑星ゴルバ~(宇宙戦艦ヤマト)
9. 別離~愛しきものよ~(宇宙戦艦ヤマト)
10. 大戦争~ゴルバー・デスラー・ヤマト~
11. 愛する娘に(宇宙戦艦ヤマト)
12. すべての終りに~ギター・ソロによる~

## クレジット
- プロデューサー：西崎義展
- 作曲・編曲・指揮：宮川泰
- 演奏：シンフォニック・オーケストラ・ヤマト
  - ギター演奏：木村好夫
  - シンセサイザープログラマー：松武秀樹

## 関連音盤
- 宇宙戦艦ヤマト 新たなる旅立ち ドラマ編（CS-7144〜CS-7145）
1979年10月に日本コロムビアから発売された2枚組LP。1995年4月1日にCDとして復刻された（COCC-12480）。